# Verliebtes Paar
Verliebtes Paar ist ein Ölgemälde von Cornelis Pietersz. Bega aus den Jahren 1658–1660. Das 32,8 Zentimeter hohe und 28,7 Zentimeter breite Bild zeigt eine Szene in einem Wirtshaus. Zu sehen ist das Gemälde in der Galerie der Akademie der bildenden Künste in Wien.

## Bildbeschreibung
Im Zentrum des Bildes sitzt ein Paar auf einer Holzbank in einem Schankraum. Im Hintergrund befinden sich zwei weitere Personen mit dem Rücken zum Betrachter. Eine Treppe führt zu einem höher gelegenen Raum. Aufgrund der helleren Farbgebung hebt sich das Paar von der Umgebung ab. Der bäurisch und plump wirkende ältere Mann hat den linken Arm um die Schulter der Frau gelegt und fasst ihr mit der rechten Hand an die Brust. Die Gesichter der beiden haben grobe Züge und wirken karikaturenähnlich. Das Motiv des lüsternen älteren Mannes im Wirtshaus war im 17. Jahrhundert nicht unüblich und wurde von Bega mehrmals aufgegriffen.
Die Entstehung des Bildes fällt in die Zeit, zu der Cornelis Pietersz. Bega seinen lockeren Pinselstrich zu Gunsten eines glatteren Malstils aufgab. Da das Verliebte Paar noch einen lockeren Malstil aufweist, wird es meist auf den Zeitraum 1658 bis 1660 datiert.

## Provenienz
Das Gemälde Verliebtes Paar befand sich bis 1872 in der Sammlung Friedrich G. Gsell in Wien. Am 14. März 1872 wurde das Bild versteigert und gelangte in die Sammlung Joseph von Lippmann-Lissingen, die sich erst in Wien und dann in Prag befand. Es ging in den Besitz von Eugenie von Lippmann-Lissingen und dann 1935 in den ihres Sohnes über. 1957 gelangte das Verliebte Paar als Schenkung an die Gemäldegalerie der Akademie der bildenden Künste in Wien.